# Notoplites crassiscutus
Notoplites crassiscutus är en mossdjursart som beskrevs av Roxanne Irene Hastings 1943. Notoplites crassiscutus ingår i släktet Notoplites och familjen Candidae. Inga underarter finns listade i Catalogue of Life.